# Parafia Matki Boskiej Częstochowskiej w Cicero
Parafia Matki Boskiej Częstochowskiej w Cicero (ang. St. Mary of Czestochowa Parish) – parafia rzymskokatolicka położona w Cicero w stanie Illinois w Stanach Zjednoczonych.
Jest ona wieloetniczną parafią w archidiecezji Chicago, z mszą św. w j. polskim dla polskich imigrantów.
Parafia została poświęcona Matce Boskiej Częstochowskiej.

## Szkoła
- St. Mary of Czestochowa School